# Симпатический ствол

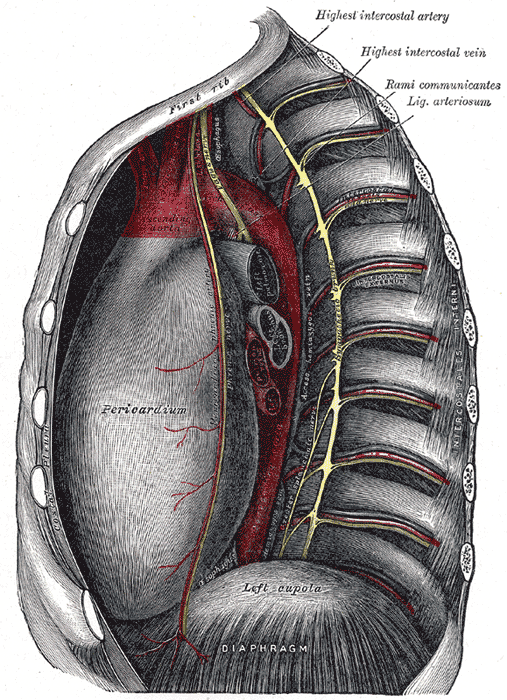
Симпатический ствол (грудной отдел)

Симпатический ствол (лат. truncus sympathicus) - периферическая часть симпатической нервной системы, образованная паравертебральными (прихребтовыми) узлами, соединенными между собой межузловыми ветвями.

## Анатомия у человека
Симпатические стволы состоят из 20-25 вегетативных ганглиев 1-го порядка и располагаются на передне-боковых поверхностях позвоночника, от основания черепа до копчика, где они соединяются, образуя один непарный ганглий. На уровне C8-L2 к узлам от интермедиолатеральных ядер боковых рогов спинного мозга к узлам подходят белые соединительные ветви (преганглионарные волокна). Также от ганглиев отходят серые соединительные ветви (постганглионарные волокна), которые являются аксонами нейронов данных ганглиев и транзитно (без переключения) проходящие аксоны интермедиолатеральных ядер боковых рогов спинного мозга, направляющиеся к ганглиям 2-го порядка (превертебральным), и являющиеся преганглионарными. Каждый ганглий отдает серые соединительные ветви определенным спинномозговым нервам (к каждому спинномозговому нерву подходит постганглионарное волокно от симпатического ствола).

### Шейный отдел
Состоит из трех узлов, которых преганглионарные волокна от C8-Th7 достигают восходящими межузловыми ветвями симпатического ствола.

#### Верхний шейный узел (ganglion cervicale superius)
Расположен спереди поперечных отростков C2-C3. Является наибольшим среди ганглиев ствола (2.5 см × 0.5 см).
Отдает постганглионарные волокна, которые формируют следующие нервы:
- Внутренний сонный нерв (n. caroticus internus), который сопровождает внутреннюю сонную артерию и ответвляет глубокий каменистый нерв (n. petrosus profundus) к крылонебному ганглию, сонно-барабанные нервы, и глазное сплетение, от которого отходит симпатическая ветвь к реснитчатому ганглию.
- Внешние сонные нервы (nn. carotici externi), которые формируют внешнее сонное сплетение.
- Общее сонное сплетение.
- Яремный нерв (n. jugularis).
- Гортанно-глотковые нервы.
- Верхний шейный сердечный нерв (n. cardiacus cervicalis superior), из которых левый направляется к поверхностному сердечному сплетению, а правый - к глубокому.
- Серые соединительные ветви к I-IV спинномозговым нервам.

#### Средний шейный узел (ganglion cervicale medius)
Расположен на уровне поперечного отростка C6.
Отдает:
- Средний шейный сердечный нерв (n. cardiacus cervicalis medius), который направляется к глубокому сердечному сплетению.
- Серые соединительные ветви к V-VI спинномозговым нервам.

#### Нижний шейный узел (ganglion cervicale inferior)
Расположен на уровне головки I ребра, позади подключичной артерии.
Отдает:
- Подключичную петлю (две межузловые ветви к среднему шейному узлу, которые обхватывают подключичную артерию с двух сторон).
- Нижний шейный сердечный нерв (n. cardiacus cervicalis inferior), который направляется к глубокому сердечному сплетению.
- Хребтовый нерв, который вокруг хребтовой артерии формирует хребтовое сплетение.
- Серые соединительные ветви к VII-VIII спинномозговым нервам.

### Грудной отдел

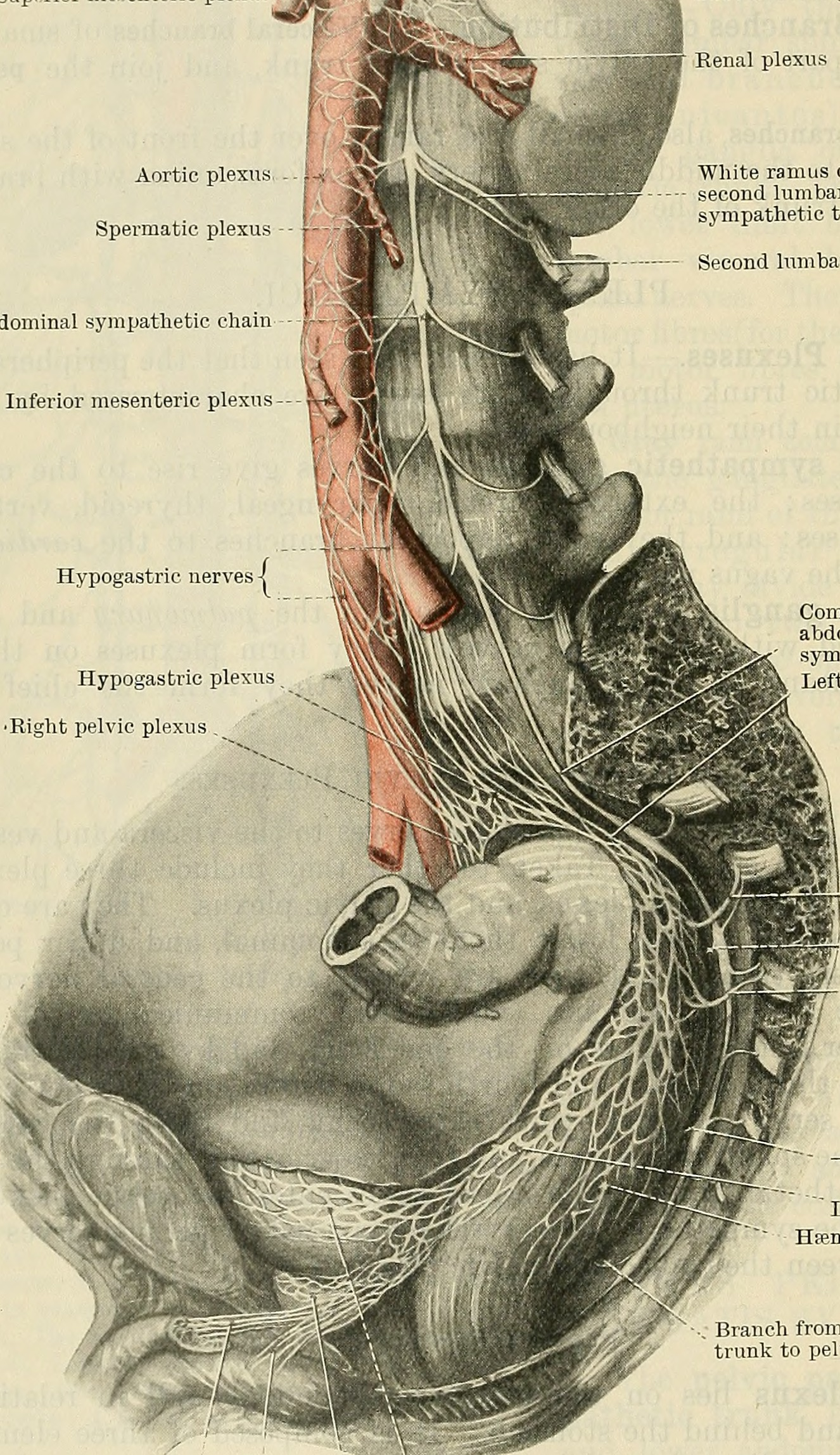
Поясничный, крестцовый отделы позвоночника и копчик. На передне-латеральной поверхности позвоночника находится симпатический ствол.

Состоит из 10-12 узлов веретенообразной формы, располагающихся спереди головок ребер.
От него берут начало:
- Грудные сердечные нервы (nn. cardiaci thoracici) от II-V грудных узлов, которые идут к глубокому сердечному сплетению.
- Легочные и пищеводные нервы от II-V грудных узлов.
- Нервы к грудной аорте.
- Большой внутренностный нерв (n. splanchnicus major) из преганглионарных волокон, транзитно прошедших через V-IX грудные узлы.
- Малый внутренностный нерв (n. splanchnicus minor) из преганглионарных волокон, транзитно прошедших через X-XI грудные узлы.
- Самый низкий внутренностный нерв (n. splanchnicus imus) от XII грудного узла; не постоянный.

### Поясничный отдел
Состоит из 3-5 поясничных узлов. Узлы правого и левого стволов соединены между собой поперечными ветвями. 
Каждый узел отдает поясничные внутренностные нервы (nn. splanchnici lumbales), которые проходят транзитом (являются преганглионарными).

### Крестцово-копчиковый отдел
Оба ствола формируют 4 парных и 1 непарный узел, расположенные срединно от крестцовых отверстий. Правые и левые узлы соединены между собой поперечными ветвями.
От узлов отходят крестцовые внутренностные нервы (nn. splanchnici sacrales), которые проходят транзитом (являются преганглионарными).

## Физиология и функции

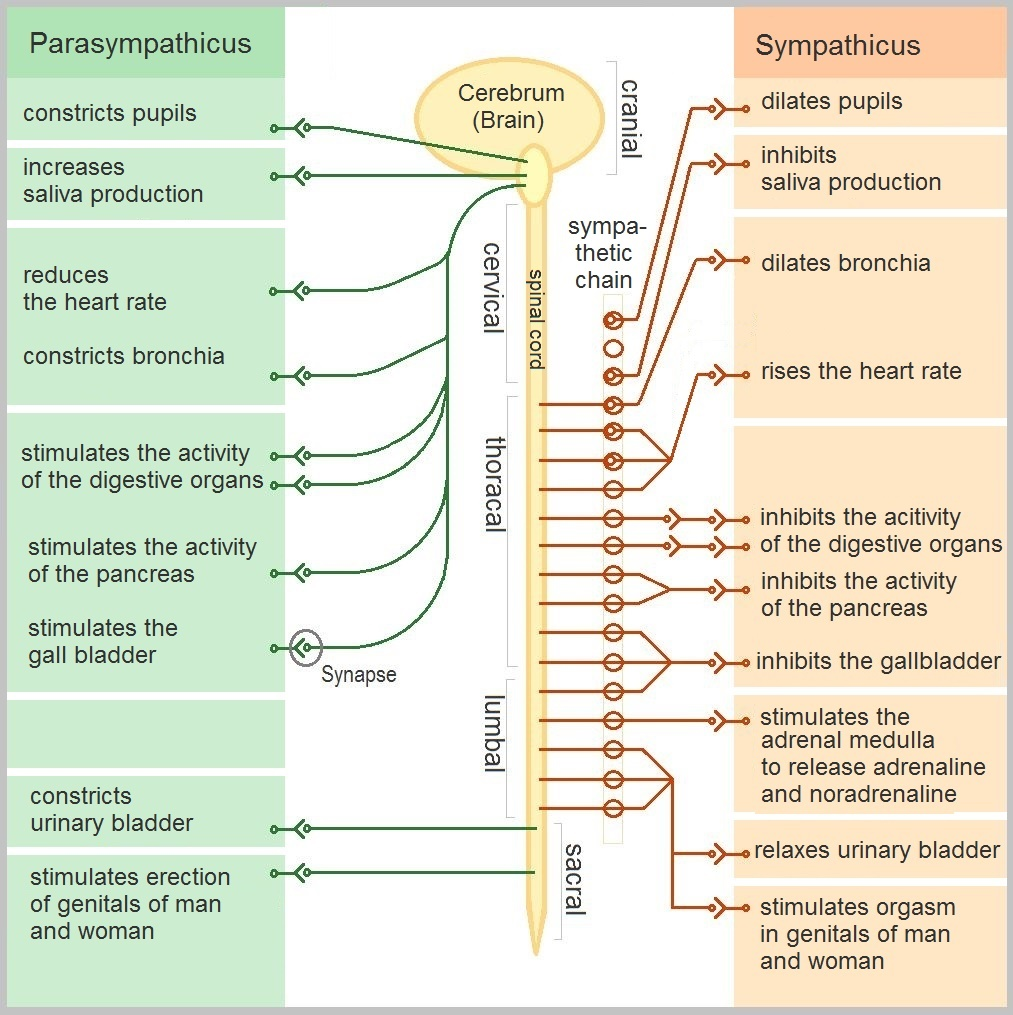
Сравнение действия на различные органы симпатической и парасимпатической нервной системы.

Узел симпатического ствола является скоплением перикарионов мультиполярных нейронов с преимущественно безмиелиновыми нервными волокнами (C типа), окруженные соединительнотканной капсулой с перегородками. 
Преганглионарные волокна подходят к перикарионам узла и формируют синапсы, медиатором в которых выступает АХ (действует на н-холинорецепторы). 
Часть волокон проходит через узлы транзитно (в частности все внутренностные нервы). Эти волокна переключаются на постганглионарные в ганглиях 2-го порядка, которые являются частью нервных сплетений (чревное сплетение, почечное сплетение, и тд).
Постганглионарные волокна - это волокна, которые собственно направляются в ткани-мишени и, образуя многочисленные синапсы, оказывают адренергическое влияние (воздействуя на α1-, ά2-, β1- или β2-адренорецепторы).
За симпатическую иннервацию черепно-лицевой области отвечает верхний шейный узел, который отдает постганглионарные волокна, что в составе периартериальных сплетений достигают соответствующих парасимпатических узлов головы (как radix sympathica), транзитом проходят, и достигают соответствующих органов:
- n. caroticus internus → plexus caroticus internus → n.petrosus profundus → крылонёбный узел (g. pterigopalatini) → слизистая оболочка носовой полости, нёба, глотки, слезная железа.
- n. caroticus internus → plexus caroticus internus → plexus ophthalmicus → ресничный узел (g. ciliare) → дилататор зрачка.
- nn. carotici externi → plexus caroticus externus → plexus facialis → поднижнечелюстной и подъязычный узлы → поднижнечелюстная и подъязычная железы.
- nn. carotici externi → plexus caroticus externus → plexus meningeus medius → ушной узел (g. oticum) → околоушная железа.

Также через узлы симпатического ствола транзитно проходят дендриты чувствительных псевдоуниполярных нейронов, которые находятся в спинномозговых ганглиях и отвечают за висцеральную чувствительность.